# Renuamont
Renuamont (en wallon : À R'nouwâmont) est un hameau de la commune belge de Sainte-Ode située en Région wallonne dans la province de Luxembourg.
Avant la fusion des communes de 1977, Renuamont faisait partie de la commune de Tillet.

## Étymologie
Renuamont viendrait du patronyme latinisé Renuardus pour Renaud , un seigneur local et de Mons pour désigner une hauteur.

## Situation
Renuamont se trouve sur le plateau ardennais (altitude jusqu'à 470 m). Il domine les hameaux voisins de Rechimont, Hubermont et Milliomont et la vallée du Laval.

## Description
Dans un environnement de prairies, ce hameau assez concentré se situe le long d'une rue sinueuse en côte et en cul-de-sac. Plusieurs exploitations agricoles sont implantées principalement sur la partie haute du hameau.

## Tourisme
Renuamont possède plusieurs gîtes ruraux.